# Kępkowiec czerniejący
Kępkowiec czerniejący (Calocybe gangraenosa (Fr.) V. Hofst., Moncalvo, Redhead & Vilgalys) – gatunek grzybów z rodziny kępkowcowatych (Lyophyllaceae).

## Systematyka i nazewnictwo
Pozycja w klasyfikacji według Index Fungorum: Calocybe, Lyophyllaceae, Agaricales, Agaricomycetidae, Agaricomycetes, Agaricomycotina, Basidiomycota, Fungi.
Po raz pierwszy takson ten zdiagnozował w 1838 r. Elias Fries nadając mu nazwę Agaricus gangraenosus. Obecną, uznaną przez Index Fungorum nazwę nadali mu w 2012 r. Valérie Hofstetter, Jean-Marc Moncalvo, Scott Alan Redhead i Rytas J. Vilgalys przenosząc go do rodzaju Calocybe.
Synonimy:

- Agaricus fumatofoetens Secr. 1833
- Agaricus gangraenosus Fr. 1838
- Agaricus leucophaeatus P. Karst. 1868
- Clitocybe gangraenosa (Fr.) Gillet 1874
- Collybia leucophaeata (P. Karst.) P. Karst. 1879
- Lyophyllum fumatofoetens Secr. ex Jul. Schäff. 1947
- Lyophyllum gangraenosum (Fr.) Gulden 1991
- Lyophyllum leucophaeatum (P. Karst.) P. Karst. 1881

W 2003 r. Władysław Wojewoda zaproponował nazwę polską kępkowiec czerniejący (wówczas gatunek ten zaliczany był do rodzaju Lyophyllum, czyli kępkowiec). Po przeniesieniu do rodzaju Calocybe stała się ona niespójna z nazwą naukową.

## Występowanie i siedlisko
Znane jest występowanie tego gatunku na nielicznych stanowiskach w Ameryce Północnej i na licznych w Europie. W. Wojewoda w zestawieniu wielkoowocnikowych grzybów podstawkowych Polski w 2003 r. przytoczył 2 stanowiska z uwagą, że jego rozprzestrzenienie i stopień zagrożenia nie są znane. W późniejszych latach podano wiele nowych stanowisk. Aktualne stanowiska podaje także internetowy atlas grzybów. Znajduje się w nim na liście gatunków zagrożonych i wartych objęcia ochroną.
Grzyb saprotroficzny. Okazy znalezione w Polsce rosły na ziemi, w trawie na polanach.